# Bokken
Le bokken (木剣, littéralement « sabre de bois ») ou bokutō (木刀, nom généralement utilisé au Japon) est un sabre japonais en bois imitant la forme du katana. Il peut être utilisé avec la garde (tsuba) qui protège les mains, ou sans la garde.
Il est employé dans l'aïkido, le iaido, le jōdō, le kendo, le kenjutsu et le ninjutsu. Il est également utilisé comme arme pour l'entrainement au chanbara. Utilisé à l'origine pour l'entraînement, il est aussi devenu une arme de combat. Le samouraï Miyamoto Musashi est réputé pour ses combats au bokken, notamment lors de son duel contre Sasaki Kojirō. Il est l'arme par excellence du kenjutsu dans la plupart des koryū.
Comme les katana, les bokken ont suivi leur époque, et chaque école traditionnelle historique — Tenshin Shoden Katori Shintō Ryu, Kashima Shinto Ryu, Yagyu Ryu, Yagyu Shinkage Ryu, Hyoho Niten Ichi Ryu, etc. — possède des caractéristiques physiques, poids, courbure, longueur, pointe, épaisseur, adaptée à la technique de cette école. Il existe aujourd’hui plus d’une centaine de modèles, dont environ la moitié est toujours utilisée.

## Dénomination
Au Japon, le terme le plus usité pour désigner un sabre de bois est bokutō (木刀), le terme bokken (木剣) étant un synonyme plus rare. C'est cependant ce dernier terme qui est le plus utilisé hors du Japon. En japonais, le caractère ken (剣) s'emploie de préférence au début d'un mot pour les termes ayant un rapport avec l'escrime, comme dans kendo (剣道, « voie du sabre ») ou kenjutsu (剣術, « art du sabre »). Le caractère katana (刀, se prononce tō dans les associations de plusieurs caractères) est plutôt utilisé comme un suffixe, comme dans shōtō (小刀, « sabre court ») et daitō (大刀, « grand sabre »).

## Provenance, matériaux et fabrication
La plupart des bokken sont fabriqués en Chine populaire, à Taïwan et au Japon. Les premiers représentent la majorité des bokken vendus comme jouets ou comme souvenirs, tandis que les bokken taïwanais ou japonais sont plutôt destinés à la pratique des arts martiaux. Il existe également une production de bokken destinés à la pratique des arts martiaux en France.
Parmi les bokken de fabrication japonaise, 90 % sont issus de l'île de Kyūshū, en particulier de la ville de Miyakonojō.

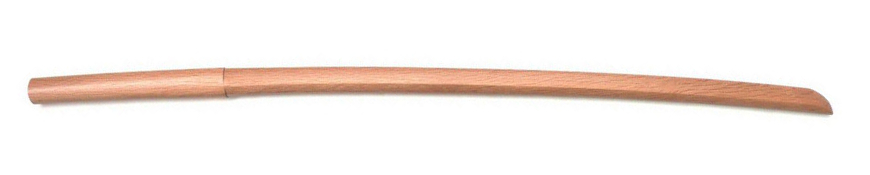
Un bokken en chêne rouge. La partie représentant la poignée est à gauche, et le tranchant vers de haut. L'arête entre la poignée et la lame sert à fixer une garde (tsuba), généralement en plastique ou en cuir épais.

De nombreuses essences de bois sont utilisées dans la fabrication des bokken : le chêne du Japon (blanc, plus dense, ou rouge, plus léger), le buna (Fagus crenata), le néflier (en japonais biwa), le yuzu (ou isu no ki, dont on utilise le cœur, sunuke), et différents types d'ébènes. Le chêne fournit un bois dur aux fibres serrées, résistant aux impacts. Le néflier et le sunuke donnent un bois au grain très fin, donc des bokken à la surface douce. Les bokken en ébène sont beaucoup plus lourds, au grain encore plus fin. Les chênes servant à la fabrication des bokken sont âgés d'au moins 70 ou 80 ans, tandis que les autres arbres doivent avoir au moins 200 ans pour disposer de troncs suffisamment importants.

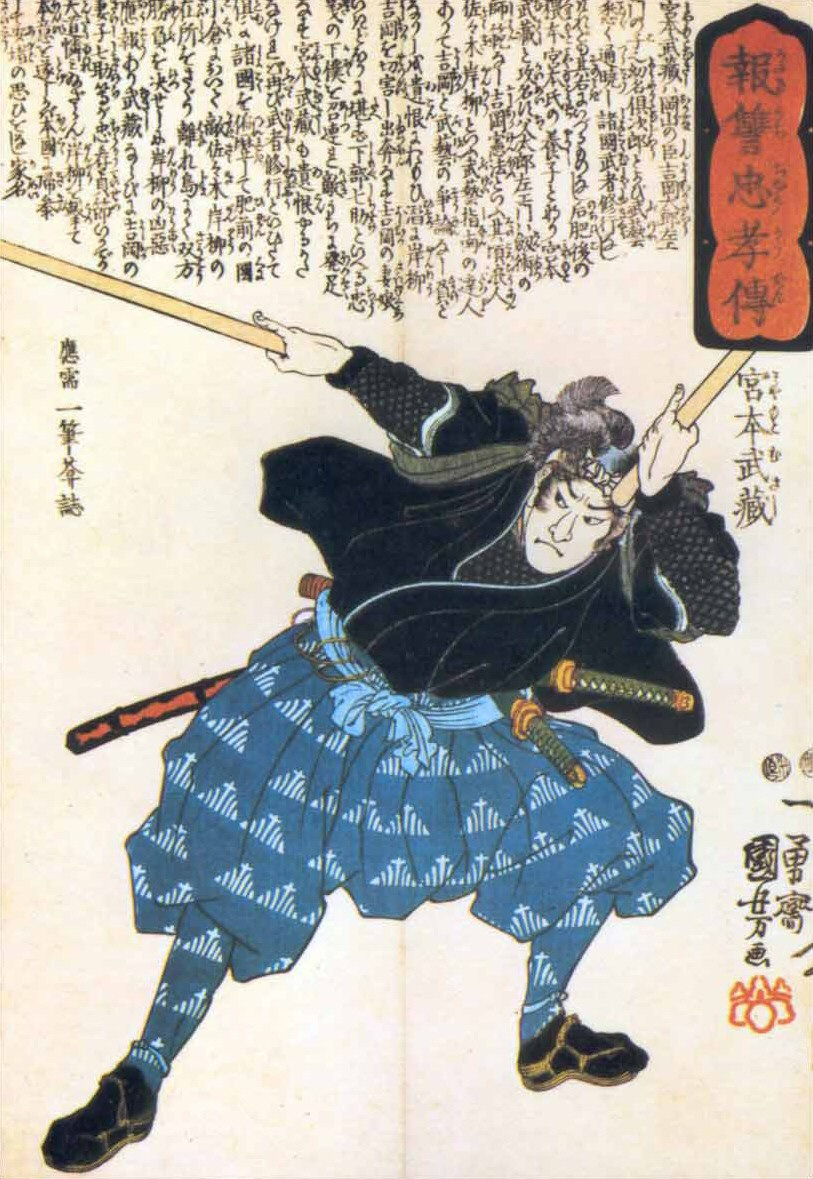
Miyamoto Musashi avec deux bokken (estampe de Utagawa Kuniyoshi).

Dans la fabrication d'un bokken, le tronc est d'abord coupé en tranches longitudinales, puis mis à sécher à l'air libre pendant un an. Certains fabricants emploient des procédés de séchage mécaniques, qui raccourcissent ce délai à quinze jours, au prix d'une plus grande rétraction des fibres du bois, produisant des bokken plus sensibles à l'humidité et plus cassants. Un patron permet ensuite de découper la silhouette du bokken dans la tranche de bois, de tailler la pointe et le tranchant (ha). Une fois la forme dégrossie, le bokken est taillé à la main par rabotage successif à l'aide d'une vingtaine de modèles de rabots d'angle et de courbure différents. La finition se fait au papier de verre fin.
Les différences entre fabricants se jouent d'abord au niveau de la qualité du bois employé, puis dans le type du cintre des bokken produits, qui diffèrent par l'amplitude de leur courbure et la position du foyer de la courbure (sori, proche de la poignée, au milieu ou proche de la pointe).

## Qualités mécaniques et esthétiques

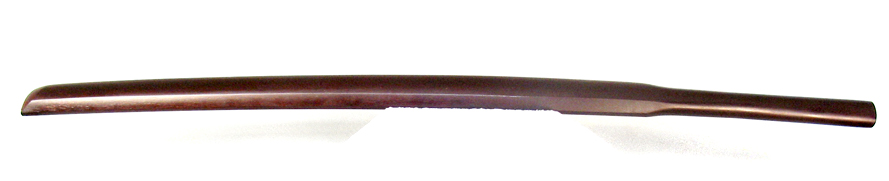
Un suburitō de bois rouge. La partie représentant la lame est plus épaisse, afin d'accroître le poids de l'ensemble et déplacer l'équilibre vers la pointe.

En tant qu'arme d'entraînement, le type de qualité attendues d'un bokken dépend du type de travail recherché.
Dans le cadre d'un travail de katas seuls ou de travail de coupe, il s'agit de se rapprocher des sensations du sabre. Le bokken employé doit alors avoir un équilibre et un cintre proches de ceux d'un katana. Pour le renforcement musculaire, il existe des bokken (suburito, « sabres pour la coupe ») à la lame épaissie, reproduisant le poids (mais pas l'équilibre) d'un sabre.
Dans le cadre d'un travail à deux partenaires armés (chacun d'un bokken, ou d'un jō dans le cas du jōdō et de l'aïkido, la résistance aux chocs devient un paramètre important. Le bois du bokken doit se tasser face à un impact, sans produire d'échardes ou d'angles vifs risquant de blesser les deux protagonistes. Pour ce faire, les bokken de qualité sont taillés dans la longueur du tronc, afin que les fibres aillent d'un bout à l'autre du bokken.
La partie du bokken représentant la lame (dite ha) est taillée en fonction de l'usage qui doit en être fait. Dans le cas des arts reposant sur l'affrontement armé, la lame est lisse, se terminant en angle aigu, afin de reproduire le même type de contact que les lames en acier des sabres. Dans le cas de l'aïkido, où un des partenaires peut être à mains nues, la lame est éventuellement arrondie et la pointe aplatie afin de limiter les risques de blessure et de garantir une meilleure résistance aux chocs.

De même, la position du foyer de courbure, qui détermine le centre de gravité de l'arme, est choisie en fonction d'un arbitrage entre maniabilité et puissance de l'arme.

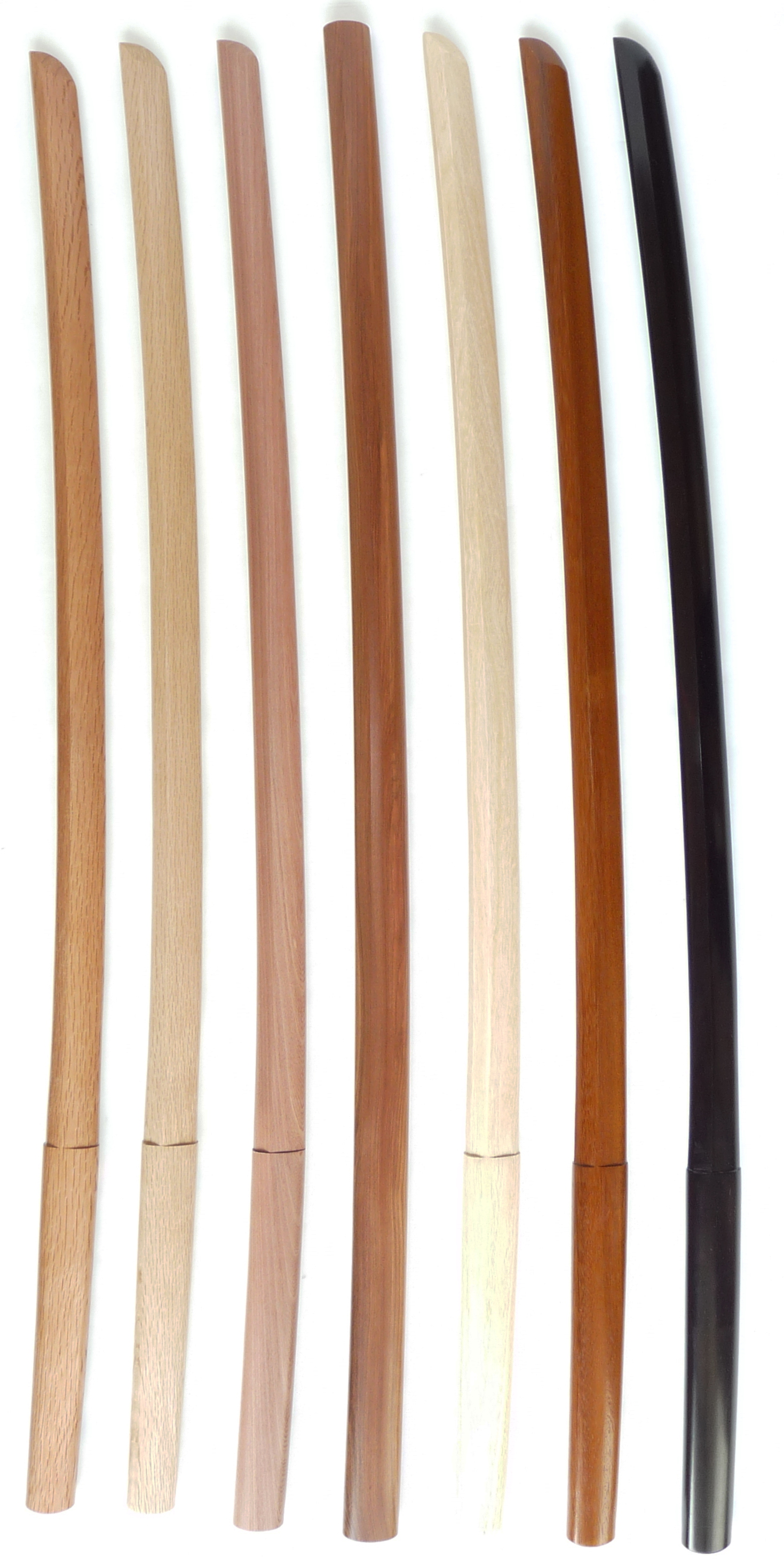
Différents types de bokken (le 4e bokken est utilisé pour la pratique de l'aïkido).

Bien que moins dangereux qu'un vrai sabre, le bokken n'en est pas moins une arme pouvant être mortelle. Pour cette raison, il est assez peu utilisé en combat sportif, notamment en kendo où on utilise plutôt le shinai.

## Utilisation
Le bokken est utilisé dans la majorité des arts martiaux japonais comme substitut du katana. Dans certaines koryu, il est étudié pour ses qualités intrinsèques (en tant qu'arme à part entière).

### Koryu

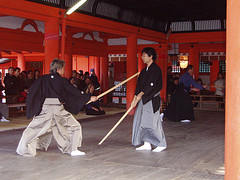
Kata au bokken, Hyoho Niten Ichi Ryu kenjutsu, à Itsukushima jinja.

Les koryu (古流 "anciennes écoles") sont nées avant l'ère Meiji, d'où leur nom. Ce sont des écoles anciennes qui dispensent l'art du combat des samouraïs. Elles enseignent les kobudō, techniques de combat anciennes.
Les koryu utilisent le bokken pour leur pratique du kenjutsu. Elles l'utilisent dans des katas avec bokken contre bokken, bokken contre deux bokken (un grand et un petit), bokken contre naginata, bokken contre kusarigama et même bokken contre flèches.
D'après Iwami Toshio Harukatsu, sōke de la Hyoho Niten Ichi Ryu, le choix exclusif du bokken par rapport au katana relève d'une optique spirituelle de Miyamoto Musashi qui avait renoncé à tuer. Il précise aussi que l'usage des bokken permet de développer le ki (« énergie ») de la pratique du sabre sans dommages corporels.

### Gendai budō

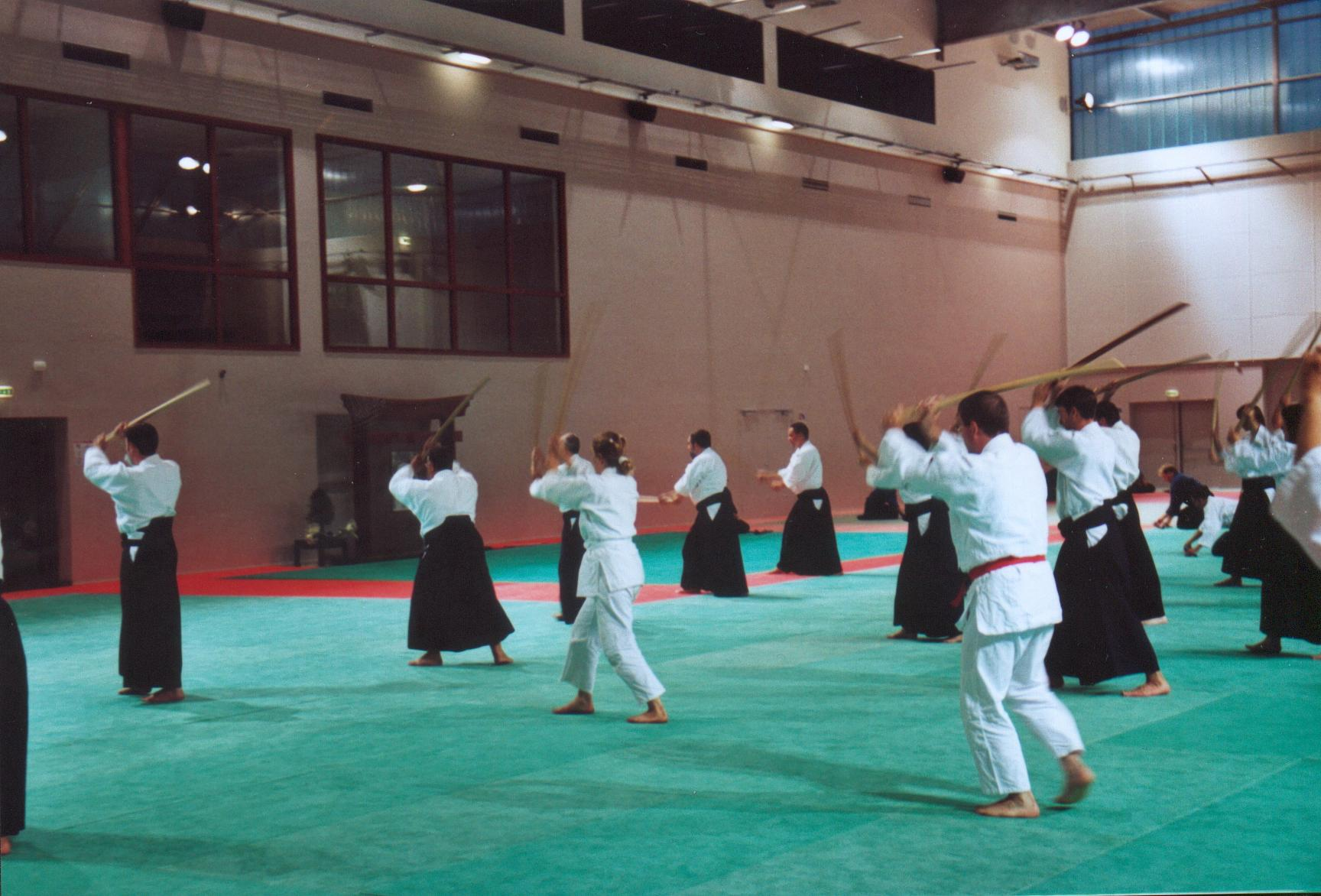
Pratiquants d'aïkido s'entraînant au sabre en bois (bokken), coupe droite (shomen).

Les gendai budō sont les budō modernes nés après 1868.

#### Aïkido etaïkibudo
Dans l'aïkido et l’aïkibudo, il est employé à la fois pour matérialiser des directions de coupe employées dans les techniques à mains nues, dans le cadre de techniques de désarmement et dans le cadre d'exercices où les deux pratiquants sont armés (il s'agit alors de l’aikiken) ou encore dans un travail proche du jōdō, bokken contre jō.

#### Iaidō
En iaidō, le bokken est utilisé pour travailler les katas, pour les illustrer, pour l'échauffement, pour travailler les katas à plusieurs partenaires. Il est le pendant du iaito. Il existe des bokken avec saya (fourreau) afin de se rapprocher de la pratique du katana.

#### Judo
En judo, le bokken est utilisé dans le kime-no-kata.

#### Kendo
En kendo et sport chanbara, le bokken est utilisé pour les katas.

#### Wadō-ryū
En wadō-ryū, le bokken est utilisé pour les tachi dori.

#### Shintō musō-ryū
En shintō musō-ryū, le bokken est utilisé par tori (celui qui exécute l'exercice) pour ces attaques contre uke (celui qui subit l'exercice) qui contre avec un jō.

## Variantes
Il existe des variantes du bokken, soit destinées à des types de travail technique spécifique, soit représentant des lames de longueur différente de celle du katana. Parmi les plus répandues, on trouve :
- le suburi bokken ou suburitō, pour reproduire le poids du katana dans le cadre d'un travail de la frappe droite (shomen), le suburitō présente une lame plus épaisse. Ce type de travail permet de développer la musculature, mais peut être à l'origine de tendinites. L'équilibre du suburitō est différent de celui d'un katana ou d'un bokken ;
- le shoto, un wakizashi en bois. Il est employé dans les katas des koryu sous le terme de kodachi. Il est aussi utilisé dans la pratique des deux sabres, présente dans plusieurs koryu (Hyoho Niten Ichi Ryu, Suio Ryu, Tenshin Shōden Katori Shintō-ryū) et dans l'école d'aïkido de Mitsugi Saotome senseï ;
- en aïkido, on emploie des tantō (poignards) en bois fabriqués de la même manière que les bokken.